# 歌を紡ぐ事以外に
『歌を紡ぐ事以外に』（うたをつむぐこといがいに）は、森重樹一の4枚目のミニ・アルバム。

## 概要
- ソロ名義としては約5年半振りの音源リリースで、ライブ会場や通販サイト限定で発売された。
- 今作ではアコースティック路線のアルバムとなっており、レコーディングにはZIGGYの活動でもサポートを務めるカトウタロウ、佐藤達哉が参加。

## 収録曲
| #         | タイトル                       | 作詞      | 作曲      | 時間  |
| --------- | ------------------------------ | --------- | --------- | ----- |
| 1.        | 「虹色のバラとバッカスの宴」   | 森重樹一  | 森重樹一  | 4:11  |
| 2.        | 「渦」                         | 森重樹一  | 森重樹一  | 4:45  |
| 3.        | 「どこへでも連れて行ってくれ」 | 森重樹一  | 森重樹一  | 4:47  |
| 4.        | 「うたうたいの独り言」         | 森重樹一  | 森重樹一  | 4:01  |
| 5.        | 「歌を紡ぐ事以外に」           | 森重樹一  | 森重樹一  | 5:37  |
| 合計時間: | 合計時間:                      | 合計時間: | 合計時間: | 23:21 |